# Episodi di Legacy
| n° | Titolo originale       | Titolo italiano     | Prima TV USA     |
| -- | ---------------------- | ------------------- | ---------------- |
| 1  | The gift               | Il ladro            | 9 ottobre 1998   |
| 2  | Tango                  | Il ballo            | 16 ottobre 1998  |
| 3  | Blood relative         | Il viaggio          | 23 ottobre 1998  |
| 4  | Brother love           | Amore fraterno      | 30 ottobre 1998  |
| 5  | Emma                   | Emma                | 6 novembre 1998  |
| 6  | The search party       | Il rapimento        | 13 novembre 1998 |
| 7  | Kind eye               | La corsa            | 20 novembre 1998 |
| 8  | The big fix            | Campagna elettorale | 8 dicembre 1998  |
| 9  | Homecoming             | Ricordi             | 18 dicembre 1998 |
| 10 | Winner's circle        | Compagni di scuola  | 1 gennaio 1999   |
| 11 | Full house             | Il baro             | 5 febbraio 1999  |
| 12 | Just kissed            | Il bacio            | 12 febbraio 1999 |
| 13 | The rivals             | Rivali              | 19 febbraio 1999 |
| 14 | Winter's storm         | La festa            | 26 febbraio 1999 |
| 15 | A new beginning        | L'incontro          | 9 luglio 1999    |
| 16 | A house divided        | Una famiglia divisa | 16 luglio 1999   |
| 17 | Where the spirit lives | Il prestito         | 23 luglio 1999   |
| 18 | Masquerade             | Ballo in maschera   | 30 luglio 1999   |